# Liste der Kulturdenkmale in Berlin-Mahlsdorf

Lage von Mahlsdorf in Berlin

In der Liste der Kulturdenkmale von Berlin-Mahlsdorf sind die Kulturdenkmale des Berliner Ortsteils Mahlsdorf im Bezirk Marzahn-Hellersdorf aufgeführt.

## Denkmalbereiche (Ensembles)
| Nr.      | Lage                                                                          | Offizielle Bezeichnung                                                                       | Bestandteile / Beschreibung                                                           | Bild                                |
| -------- | ----------------------------------------------------------------------------- | -------------------------------------------------------------------------------------------- | ------------------------------------------------------------------------------------- | ----------------------------------- |
| 09045337 | An der Schule 3/5, 13/17 Donizettistraße 1–6, 8/10, 11/13 Hummelstraße (Lage) | Friedrich-Schiller-Grundschule und Wohnhäuser Gesamtanlage siehe: An der Schule 13/17        | Weitere Bestandteile des Ensembles:                                                   | Weitere Bestandteile des Ensembles: |
| 09045337 | An der Schule 3/5, 13/17 Donizettistraße 1–6, 8/10, 11/13 Hummelstraße (Lage) | Friedrich-Schiller-Grundschule und Wohnhäuser Gesamtanlage siehe: An der Schule 13/17        | 09045339 – An der Schule 3/5, Doppelhaus, um 1905                                     |                                     |
| 09045337 | An der Schule 3/5, 13/17 Donizettistraße 1–6, 8/10, 11/13 Hummelstraße (Lage) | Friedrich-Schiller-Grundschule und Wohnhäuser Gesamtanlage siehe: An der Schule 13/17        | 09045342 – Donizettistraße 1/3, Wohnhaus, um 1905                                     |                                     |
| 09045337 | An der Schule 3/5, 13/17 Donizettistraße 1–6, 8/10, 11/13 Hummelstraße (Lage) | Friedrich-Schiller-Grundschule und Wohnhäuser Gesamtanlage siehe: An der Schule 13/17        | 09045343 – Donizettistraße 5, Wohnhaus, um 1905                                       |                                     |
| 09045337 | An der Schule 3/5, 13/17 Donizettistraße 1–6, 8/10, 11/13 Hummelstraße (Lage) | Friedrich-Schiller-Grundschule und Wohnhäuser Gesamtanlage siehe: An der Schule 13/17        | 09065103 – Donizettistraße 6, Wohnhaus                                                |                                     |
| 09045337 | An der Schule 3/5, 13/17 Donizettistraße 1–6, 8/10, 11/13 Hummelstraße (Lage) | Friedrich-Schiller-Grundschule und Wohnhäuser Gesamtanlage siehe: An der Schule 13/17        | 09080009 – Donizettistraße 8, Wohnhaus                                                |                                     |
| 09045337 | An der Schule 3/5, 13/17 Donizettistraße 1–6, 8/10, 11/13 Hummelstraße (Lage) | Friedrich-Schiller-Grundschule und Wohnhäuser Gesamtanlage siehe: An der Schule 13/17        | 09045344 – Donizettistraße 10, Wohnhaus, um 1910                                      |                                     |
| 09045337 | An der Schule 3/5, 13/17 Donizettistraße 1–6, 8/10, 11/13 Hummelstraße (Lage) | Friedrich-Schiller-Grundschule und Wohnhäuser Gesamtanlage siehe: An der Schule 13/17        | 09045345 – Donizettistraße 11/13, Doppelhaus, um 1905                                 |                                     |
| 09045350 | Hönower Straße 13–19 (Lage)                                                   | Alte Pfarrkirche Mahlsdorf mit Friedhof und Pfarrhaus Baudenkmal siehe: Hönower Straße 13–15 |                                                                                       |                                     |
| 09045350 | Hönower Straße 13–19 (Lage)                                                   | Alte Pfarrkirche Mahlsdorf mit Friedhof und Pfarrhaus Baudenkmal siehe: Hönower Straße 13–15 | Weiterer Bestandteil des Ensembles:                                                   |                                     |
| 09045350 | Hönower Straße 13–19 (Lage)                                                   | Alte Pfarrkirche Mahlsdorf mit Friedhof und Pfarrhaus Baudenkmal siehe: Hönower Straße 13–15 | 09045353 – Hönower Straße 17–19, Ev. Pfarrhaus mit Nebengebäude und Einfriedung, 1912 | Pfarr- und Gemeindehaus             |
| 09045350 | Hönower Straße 13–19 (Lage)                                                   | Alte Pfarrkirche Mahlsdorf mit Friedhof und Pfarrhaus Baudenkmal siehe: Hönower Straße 13–15 | Gemeindesaal, 1961–1962                                                               |                                     |
| 09045354 | Hönower Straße 69–71 (Lage)                                                   | Wohnhäuser                                                                                   |                                                                                       |                                     |
| 09045354 | Hönower Straße 69–71 (Lage)                                                   | Wohnhäuser                                                                                   | Bestandteile des Ensembles:                                                           |                                     |
| 09045354 | Hönower Straße 69–71 (Lage)                                                   | Wohnhäuser                                                                                   | 09045355 – Hönower Straße 69, Wohnhaus, um 1890                                       |                                     |
| 09045354 | Hönower Straße 69–71 (Lage)                                                   | Wohnhäuser                                                                                   | 09045356 – Hönower Straße 70, Wohn- und Geschäftshaus, um 1910                        |                                     |
| 09045354 | Hönower Straße 69–71 (Lage)                                                   | Wohnhäuser                                                                                   | 09045357 – Hönower Straße 71, Wohnhaus mit Zaun, um 1890                              |                                     |
| 09045366 | Pfarrhufenweg Albrecht-Dürer-Straße Feldrain 47 (Lage)                        | Kreuzkirche und Schule Baudenkmal siehe: Pfarrhufenweg                                       |                                                                                       |                                     |
| 09045366 | Pfarrhufenweg Albrecht-Dürer-Straße Feldrain 47 (Lage)                        | Kreuzkirche und Schule Baudenkmal siehe: Pfarrhufenweg                                       | Weiterer Bestandteil des Ensembles:                                                   |                                     |
| 09045366 | Pfarrhufenweg Albrecht-Dürer-Straße Feldrain 47 (Lage)                        | Kreuzkirche und Schule Baudenkmal siehe: Pfarrhufenweg                                       | 09045348 – Feldrain 47, Volksschule Mahlsdorf Nord, 1934–1935, erweitert 1937–1938    |                                     |

## Denkmalbereiche (Gesamtanlagen)
| Nr.      | Lage                                                                                | Offizielle Bezeichnung                                                                                 | Beschreibung                                                                                         | Bild                                                                                                 |
| -------- | ----------------------------------------------------------------------------------- | --- | --- | --- |
| 09045340 | An der Schule 13/17 Donizettistraße 2/4 Hummelstraße (Lage)                         | Friedrich-Schiller-Grundschule Bestandteil des Ensembles: Friedrich-Schiller-Grundschule               | Friedrich-Schiller-Grundschule, 1904–1905, erweitert 1909                                            | Friedrich-Schiller-Grundschule                                                                       |
| 09045340 | An der Schule 13/17 Donizettistraße 2/4 Hummelstraße (Lage)                         | Friedrich-Schiller-Grundschule Bestandteil des Ensembles: Friedrich-Schiller-Grundschule               | Turnhalle                                                                                            | Friedrich-Schiller-Grundschule                                                                       |
| 09045340 | An der Schule 13/17 Donizettistraße 2/4 Hummelstraße (Lage)                         | Friedrich-Schiller-Grundschule Bestandteil des Ensembles: Friedrich-Schiller-Grundschule               | Hofanlage                                                                                            | Friedrich-Schiller-Grundschule                                                                       |
| 09045346 | Erich-Baron-Weg 83–85 (Lage)                                                        | Wohnhaus und Fabrik                                                                                    | Fabrikantenwohnhaus, 1906                                                                            | Fabrikantenwohnhaus                                                                                  |
| 09045346 | Erich-Baron-Weg 83–85 (Lage)                                                        | Wohnhaus und Fabrik                                                                                    | Fabrikgebäude, 1906, erweitert um 1935                                                               | |
| 09080011 | Frettchenweg 21, 25–31 Am Kornfeld 37–41 Hamsterstraße 1, 4 Wieselstraße 2–3 (Lage) | Streusiedlung Mahlsdorf II                                                                             | Wohnhäuser der Siedlungsgenossenschaft Lichtenberger Gartenheim e.G.m.b.H., 1926–1931 von Bruno Taut | Wohnhäuser der Siedlungsgenossenschaft Lichtenberger Gartenheim e.G.m.b.H., 1926–1931 von Bruno Taut |
| 09080011 | Frettchenweg 21, 25–31 Am Kornfeld 37–41 Hamsterstraße 1, 4 Wieselstraße 2–3 (Lage) | Streusiedlung Mahlsdorf II                                                                             | Am Kornfeld 37/41                                                                                    | |
| 09080011 | Frettchenweg 21, 25–31 Am Kornfeld 37–41 Hamsterstraße 1, 4 Wieselstraße 2–3 (Lage) | Streusiedlung Mahlsdorf II                                                                             | Frettchenweg 21                                                                                      | |
| 09080011 | Frettchenweg 21, 25–31 Am Kornfeld 37–41 Hamsterstraße 1, 4 Wieselstraße 2–3 (Lage) | Streusiedlung Mahlsdorf II                                                                             | Frettchenweg 26                                                                                      | |
| 09080011 | Frettchenweg 21, 25–31 Am Kornfeld 37–41 Hamsterstraße 1, 4 Wieselstraße 2–3 (Lage) | Streusiedlung Mahlsdorf II                                                                             | Frettchenweg 28/30                                                                                   | |
| 09080011 | Frettchenweg 21, 25–31 Am Kornfeld 37–41 Hamsterstraße 1, 4 Wieselstraße 2–3 (Lage) | Streusiedlung Mahlsdorf II                                                                             | Frettchenweg 25/27                                                                                   | |
| 09080011 | Frettchenweg 21, 25–31 Am Kornfeld 37–41 Hamsterstraße 1, 4 Wieselstraße 2–3 (Lage) | Streusiedlung Mahlsdorf II                                                                             | Frettchenweg 29/31                                                                                   | |
| 09045358 | Hönower Straße 83–85 (Lage)                                                         | Bahnhof Mahlsdorf                                                                                      | Bahnhofsgebäude, 1929–1931                                                                           | Bahnsteige S-Bahnhof Mahlsdorf                                                                       |
| 09045358 | Hönower Straße 83–85 (Lage)                                                         | Bahnhof Mahlsdorf                                                                                      | Bahnsteigüberdachung, 1929–1931                                                                      | Bahnsteige S-Bahnhof Mahlsdorf                                                                       |
| 09045358 | Hönower Straße 83–85 (Lage)                                                         | Bahnhof Mahlsdorf                                                                                      | S-Bahnbrücke, 1929–1931                                                                              | Bahnsteige S-Bahnhof Mahlsdorf                                                                       |
| 09095378 | Münsterberger Weg 131–133 Am Kornfeld 67 (Lage)                                     | Streusiedlung Mahlsdorf II, Wohnhäuser der Siedlungsgenossenschaft Lichtenberger Gartenheim e.G.m.b.H. | Am Kornfeld 67/Münsterberger Weg 131, 1926–1931                                                      | |
| 09095378 | Münsterberger Weg 131–133 Am Kornfeld 67 (Lage)                                     | Streusiedlung Mahlsdorf II, Wohnhäuser der Siedlungsgenossenschaft Lichtenberger Gartenheim e.G.m.b.H. | Münsterberger Weg 133, 1926–1931                                                                     | |

## Baudenkmale
| Nr.      | Lage                                                  | Offizielle Bezeichnung                                                           | Beschreibung                                                                                              | Bild                                                        |
| -------- | ----------------------------------------------------- | -------------------------------------------------------------------------------- | --- | ----------------------------------------------------------- |
| 09045335 | Alt-Mahlsdorf (vor Nr. 33–34) (Lage)                  | Postmeilenstein                                                                  | 1792 |                                                             |
| 09045336 | Alt-Mahlsdorf 101 (Lage)                              | Schmiede                                                                         | um 1890                                                                                                   |                                                             |
| 09095463 | Am Rosenhag 38–39 (Lage)                              | Siedlungsdoppelhaus                                                              | 1929 von Bruno Taut                                                                                       |                                                             |
| 09045338 | An den Siedlergärten 17 (Lage)                        | Siedlungshaus                                                                    | 1931 von Bruno Taut                                                                                       |                                                             |
| 09045341 | An der Schule 89 (Lage)                               | Scheune                                                                          | um 1870                                                                                                   | Histor. Schmiede                                            |
| 09095409 | Dirschauer Straße 6 (Lage)                            | Siedlungshaus                                                                    | 1929 von Bruno Taut                                                                                       |                                                             |
| 09045347 | Erich-Baron-Weg 106–118 Pilgramer Straße 93–99 (Lage) | 32. Grundschule (BEST-Sabel-Grundschule)                                         | 1935–1936, Umbau 1936–1937 von Binder                                                                     | Grundschule                                                 |
| 09045349 | Golzower Straße 12 (Lage)                             | Wohnhaus mit Nebengebäuden                                                       | Wohnhaus, um 1900                                                                                         |                                                             |
| 09045349 | Golzower Straße 12 (Lage)                             | Wohnhaus mit Nebengebäuden                                                       | Nebengebäude                                                                                              |                                                             |
| 09045352 | Hönower Straße 14 (Lage)                              | Wohnhaus und Wirtschaftsgebäude                                                  | Gutsverwalterhaus, um 1805                                                                                |                                                             |
| 09045352 | Hönower Straße 14 (Lage)                              | Wohnhaus und Wirtschaftsgebäude                                                  | Wirtschaftsgebäude um 1900. Steht leer (Stand 2012)                                                       |                                                             |
| 09045352 | Hönower Straße 14 (Lage)                              | Denkmalverlust:                                                                  | Garagen, 2015 abgerissen                                                                                  |                                                             |
| 09045351 | Hönower Straße 15 (Lage)                              | Alte Pfarrkirche Mahlsdorf Bestandteil des Ensembles: Alte Pfarrkirche Mahlsdorf | Alte Pfarrkirche (Dorfkirche), Mitte 13. Jahrhundert                                                      | Alte Pfarrkirche Mahlsdorf                                  |
| 09045351 | Hönower Straße 15 (Lage)                              | Alte Pfarrkirche Mahlsdorf Bestandteil des Ensembles: Alte Pfarrkirche Mahlsdorf | Friedhof                                                                                                  | Alte Pfarrkirche Mahlsdorf                                  |
| 09045359 | Hönower Straße 161 (Lage)                             | Landhaus Lu-Emma                                                                 | Wohnhaus, um 1900 von Kuhlmann                                                                            |                                                             |
| 09045359 | Hönower Straße 161 (Lage)                             | Landhaus Lu-Emma                                                                 | Toranlage und Zaun, um 1900 von Kuhlmann                                                                  |                                                             |
| 09045360 | Hultschiner Damm 1 Kohlisstraße 1A (Lage)             | Gaststätte St. Hubertus                                                          | Wohnhaus, 1905                                                                                            | St. Hubertus                                                |
| 09045360 | Hultschiner Damm 1 Kohlisstraße 1A (Lage)             | Gaststätte St. Hubertus                                                          | Gaststätte                                                                                                |                                                             |
| 09045361 | Hultschiner Damm 333 (Lage)                           | Gutshaus                                                                         | um 1780, Umbau 1869, beherbergt heute das Gründerzeitmuseum (siehe auch Gartendenkmal Gutspark Mahlsdorf) | eh. Gutshaus                                                |
| 09045362 | Hultschiner Damm 359–361 (Lage)                       | Wohnhaus mit Stallung, Scheune und Toranlage                                     | Wohnhaus, um 1860                                                                                         |                                                             |
| 09045362 | Hultschiner Damm 359–361 (Lage)                       | Wohnhaus mit Stallung, Scheune und Toranlage                                     | Scheune, Wirtschaftsgebäude und Toranlage, um 1885, Umbau 1874–1875 und 1890                              |                                                             |
| 09045362 | Hultschiner Damm 359–361 (Lage)                       | Wohnhaus mit Stallung, Scheune und Toranlage                                     | Stallung                                                                                                  |                                                             |
| 09045363 | Kiekemaler Straße 1A (Lage)                           | Wohnhaus mit Remise und Zaun                                                     | Villa Martha mit Zaun, 1901                                                                               |                                                             |
| 09045363 | Kiekemaler Straße 1A (Lage)                           | Wohnhaus mit Remise und Zaun                                                     | Remise |                                                             |
| 09045364 | Kiekemaler Straße 5 (Lage)                            | Wohnhaus                                                                         | um 1900                                                                                                   |                                                             |
| 09045365 | Lemkestraße 46 (Lage)                                 | Wohnhaus mit Zaun                                                                | 1909 |                                                             |
| 09045367 | Pfarrhufenweg Albrecht-Dürer-Straße (Lage)            | Kreuzkirche Bestandteil des Ensembles: Kreuzkirche und Schule                    | 1935 von Otto Risse                                                                                       | Kreuzkirche in der Albrecht-Dürer-Straße Ecke Pfarrhufenweg |
| 09045368 | Ruhlsdorfer Straße 10 (Lage)                          | Wohnhaus                                                                         | um 1900                                                                                                   |                                                             |
| 09045369 | Schrobsdorffstraße 35/36 (Lage)                       | Theodor-Fliedner-Heim (Gemeindehaus mit Kirche)                                  | 1936–1937 von Otto Risse, Umbau 1950                                                                      |                                                             |

## Gartendenkmale
| Nr.      | Lage                                                          | Offizielle Bezeichnung | Beschreibung                                                                                              | Bild |
| -------- | ------------------------------------------------------------- | ---------------------- | --- | ---- |
| 09046086 | Frans-Hals-Platz (Lage)                                       | Stadtplatz             | um 1925                                                                                                   |      |
| 09046088 | Graffplatz Daffinger Weg Kolberger Straße Tizianstraße (Lage) | Stadtplatz             | Anfang 20. Jahrhundert                                                                                    |      |
| 09046089 | Hultschiner Damm 333 (Lage)                                   | Gutspark Mahlsdorf     | Park, um 1800, Umgestaltungen 1869 und 1987, Wiederherstellung seit 1993 (siehe auch Baudenkmal Gutshaus) |      |
| 09046089 | Hultschiner Damm 333 (Lage)                                   | Gutspark Mahlsdorf     | Tor und Einfahrt                                                                                          |      |
| 09046090 | Ullrichplatz (Lage)                                           | Stadtplatz             | 1925 von Erwin Barth                                                                                      |      |